# Bring It On: All or Nothing
Bring It On: All or Nothing, amerikansk film från 2006.

## Handling
16-åriga Britney Allen är cheerleaderkapten i sin skola. Hennes lag heter Pirates. När Britney en dag kommer hem från skolan så berättar hennes föräldrar att de ska flytta och Britney tvingas byta skola och miljö. I hennes nya skola har de också ett cheerleadinglag som heter warriors och Britney blir frestad att börja i deras lag trots att hon har lovat sina vänner att aldrig börja igen med cheerleading och trots att hennes nya kapten ogillar henne.
Britney får nya vänner och hennes "gamla" vänner tycker att hon sviker när hon börjar träna.
Och det slutar med att båda lagen tävlar i en stor cheerleadertävling där priset är att få vara med Rihanna i ett tv uppträdande som kommer visas över hela världen.

## Om filmen
Filmen är inspelad i Los Angeles och hade världspremiär i USA den 8 augusti 2006, och släpptes på DVD i Sverige 25 oktober 2006.

## Rollista (urval)
- Hayden Panettiere - Britney Allen
- Solange Knowles - Camille
- Gus Carr - Jesse
- Marcy Rylan - Winnie
- Jake McDorman - Brad Warner
- Rihanna - sig själv
- Cindy Chiu - Amber

## Musik i filmen
Rihanna medverkar i filmen och sjunger sin första hit, Pon The Replay.